# Diftong
 Denne artikel bør gennemlæses af en person med fagkendskab for at sikre den faglige korrekthed.

En diftong (fra græsk: δίφθογγος, diphthongos, "tvelyd") eller tvelyd er inden for fonetikken to vokaler, der forekommer sammen i en enkelt stavelse. Eksempler på dansk er [ʌɪ̯] i høj og [œʊ̯] i høvle. I IPA angives en vokal, der ikke danner en stavelse alene, med en bue nedenunder, ⟨◌̯⟩. Modsat diftongerne står monoftongerne, som består af en enkelt vokal.